# 奥石神社

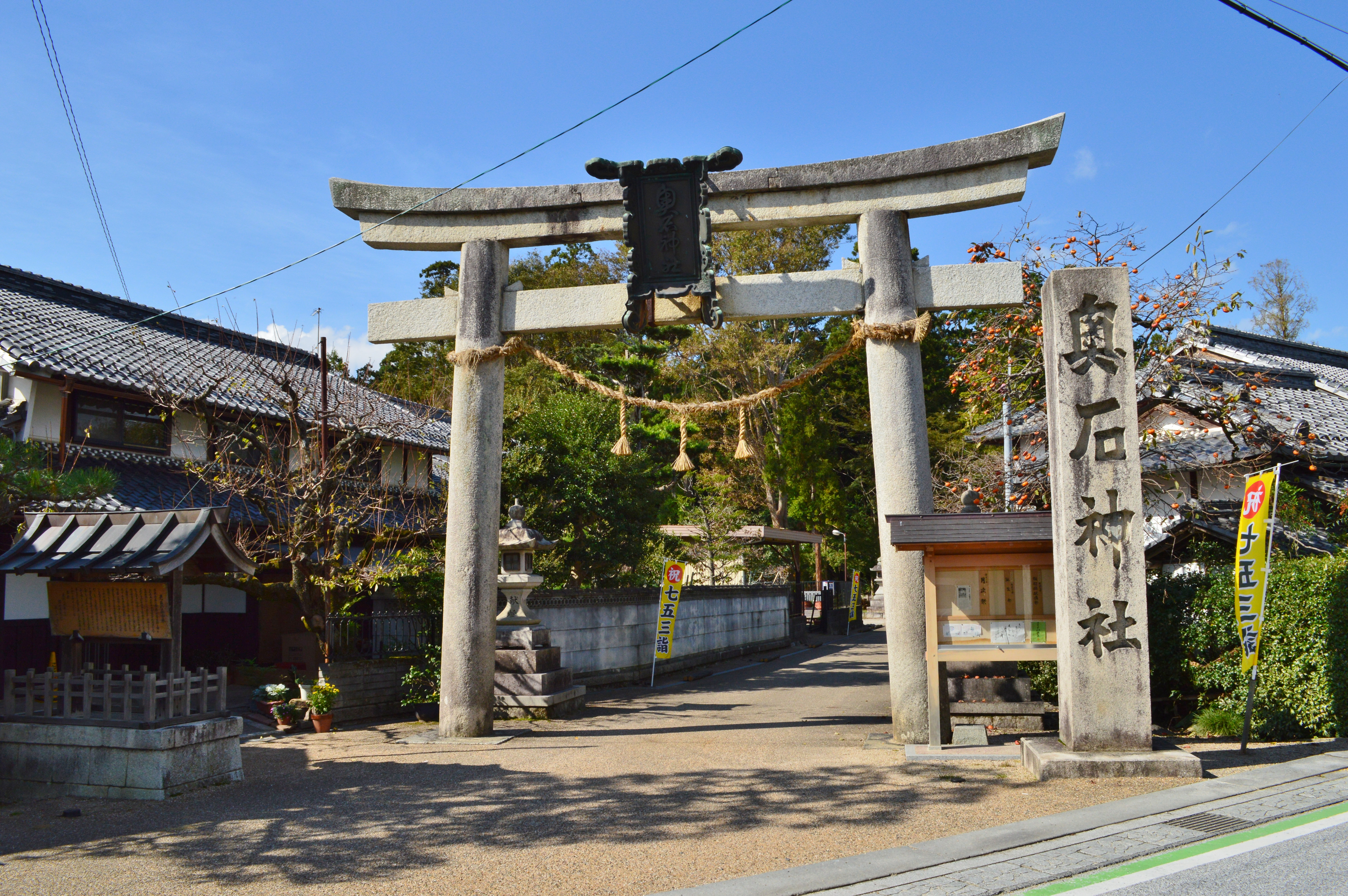
鳥居

奥石神社（おいそじんじゃ）は、滋賀県近江八幡市安土町東老蘇にある神社。式内社で、旧社格は県社。東老蘇集落の北、中山道（中仙道）沿いの老蘇森（おいそのもり、国の史跡）内に鎮座する。

## 祭神
現在の祭神は次の1柱。
- 天児屋根命

本殿に祀られる諸神は火除竈神で、「竈」に「鎌」の字があてられたことで「鎌大明神」・「鎌宮」と称されるようになったという。現在も氏子が鎌を献じる風習がある。

## 歴史

### 創建
創建について『奥石神社本紀』（至徳元年（1384年）9月奥付）では、第7代孝霊天皇5年に石辺大連が老蘇森に神壇を築いて大歳神御子を祀ったことに始まるとする。また、第10代崇神天皇の時には吉備津彦が宮殿を設けて澳津比古命・澳津比売命を、第15代応神天皇の時に賀佐朝臣（吉備津彦後裔）が日本武尊・橘比売命を配祀としたとする。
一説には繖山（きぬがさやま）を神体山とする原始信仰に始まる神社とされ、現社地は繖山山頂の磐座を遥拝する里宮とする説がある。

### 概史
『新抄格勅符抄』大同元年（806年）牒では、当時の「奥石神」に神戸として近江国から1戸が充てられている。また『奥石神社本紀』では仁寿元年（851年）1月に正六位上の神階を賜ったとする。
延長5年（927年）成立の『延喜式』神名帳では、近江国蒲生郡に「奥石神社」と記載され、式内社に列している。
天正9年（1581年）には本殿が再建されている。近世には「鎌大明神」・「鎌宮神社」などと称された。
明治維新後、近代社格制度では1876年（明治9年）10月に村社に列した。その後の1881年（明治14年）2月に郷社に昇格、1908年（明治41年）4月に神饌幣帛料供進社に指定、1924年（大正13年）2月に県社に昇格するとともに社名を現在の「奥石神社」と改称している。
高度経済成長期には境内の一部が国道8号バイパスと東海道新幹線の用地となり、境内が分断されることとなった。

## 境内

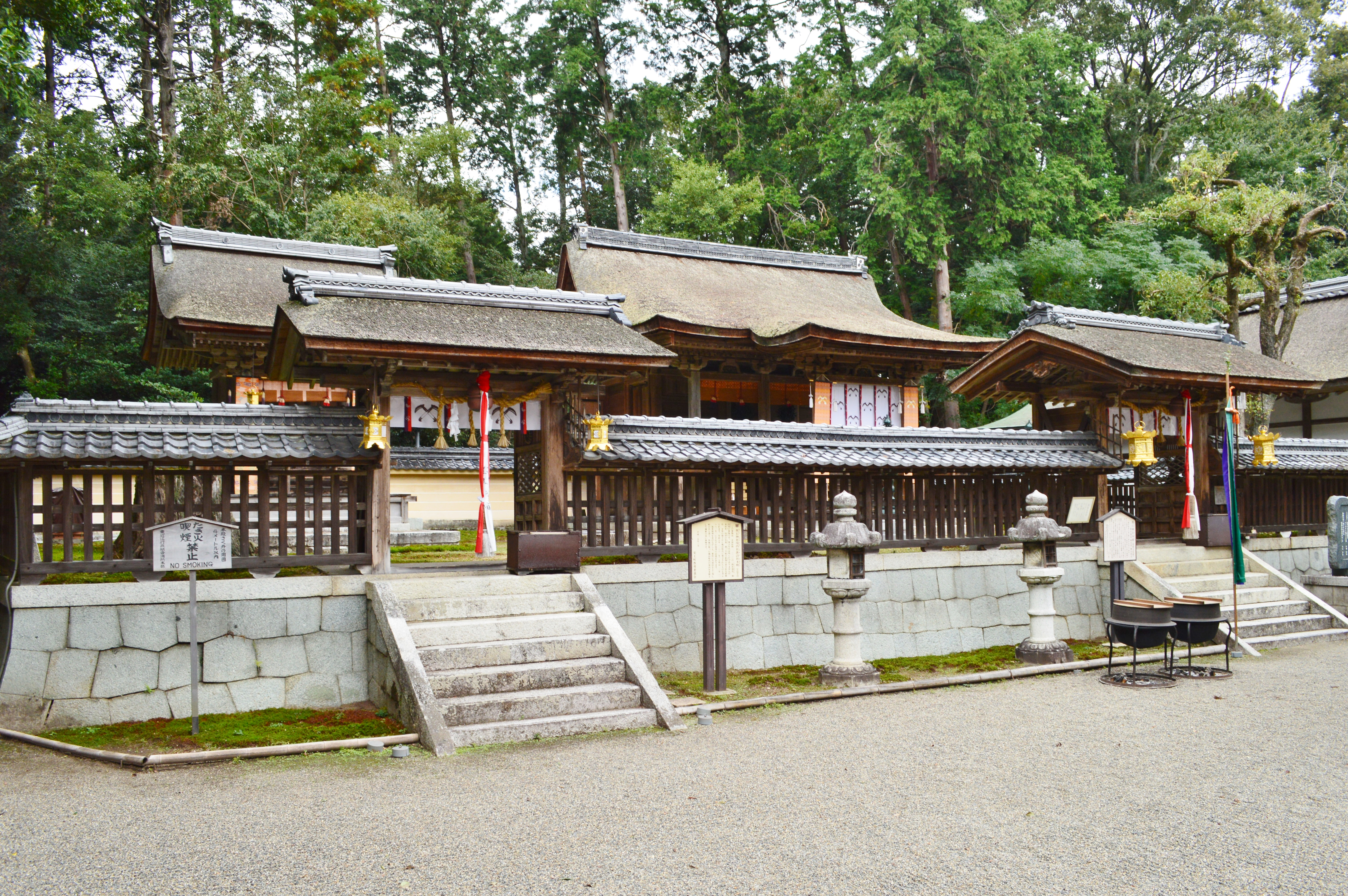
本殿（右、国の重要文化財）・
諏訪社（左、近江八幡市指定文化財）

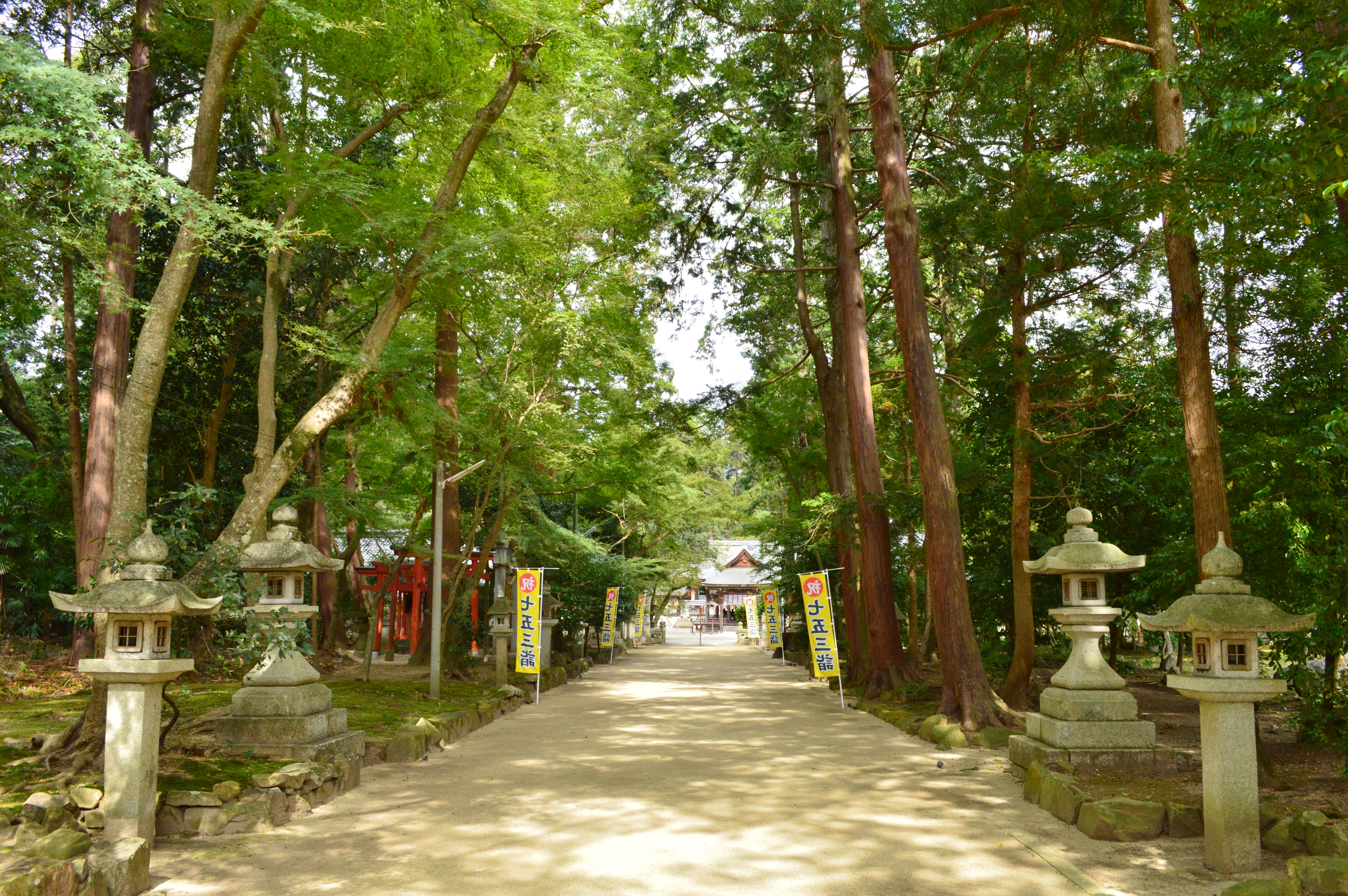
参道と社叢（老蘇森）

- 本殿（重要文化財） - 天正9年（1581年）再建。三間社流造で、前面に向拝一間を付し、屋根は檜皮葺である。蟇股の唐草文様透彫、手挟の彫刻、母屋腰廻りの格狭間など華麗な装飾が施されている。棟札によれば柴田家久による造営で、織田信長の安土城城下町形成の施策との関連が指摘される[4][5]。
- 中門
- 拝殿
- 神楽殿
- 社務所

### 老蘇森
国指定史跡。社殿周囲の社叢は「老蘇森（おいそのもり）」と称される。現在の樹林はスギ・ヒノキ・マツ等からなる。『奥石神社本紀』の伝承では、この地は地が裂けて水が湧いて人が住める土地では無かったが、石辺大連が木々の苗を植えて神々に祈願すると大森林となって石辺大連は百数十歳まで生きながらえたので、「老蘇」の森と称されるようになったという。古くは平安時代の万寿元年（1024年）に歌が見えるほか、『梁塵秘抄』・『能因歌枕』・『和歌初学抄』にも近江国の歌枕として紹介されている。また中世東海道・近世中山道沿いに位置することから、『東関紀行』など鎌倉時代以降の紀行文にも散見される。このように古くからの由緒ある地で貴重であるとして、森の範囲は国の史跡に指定されている。

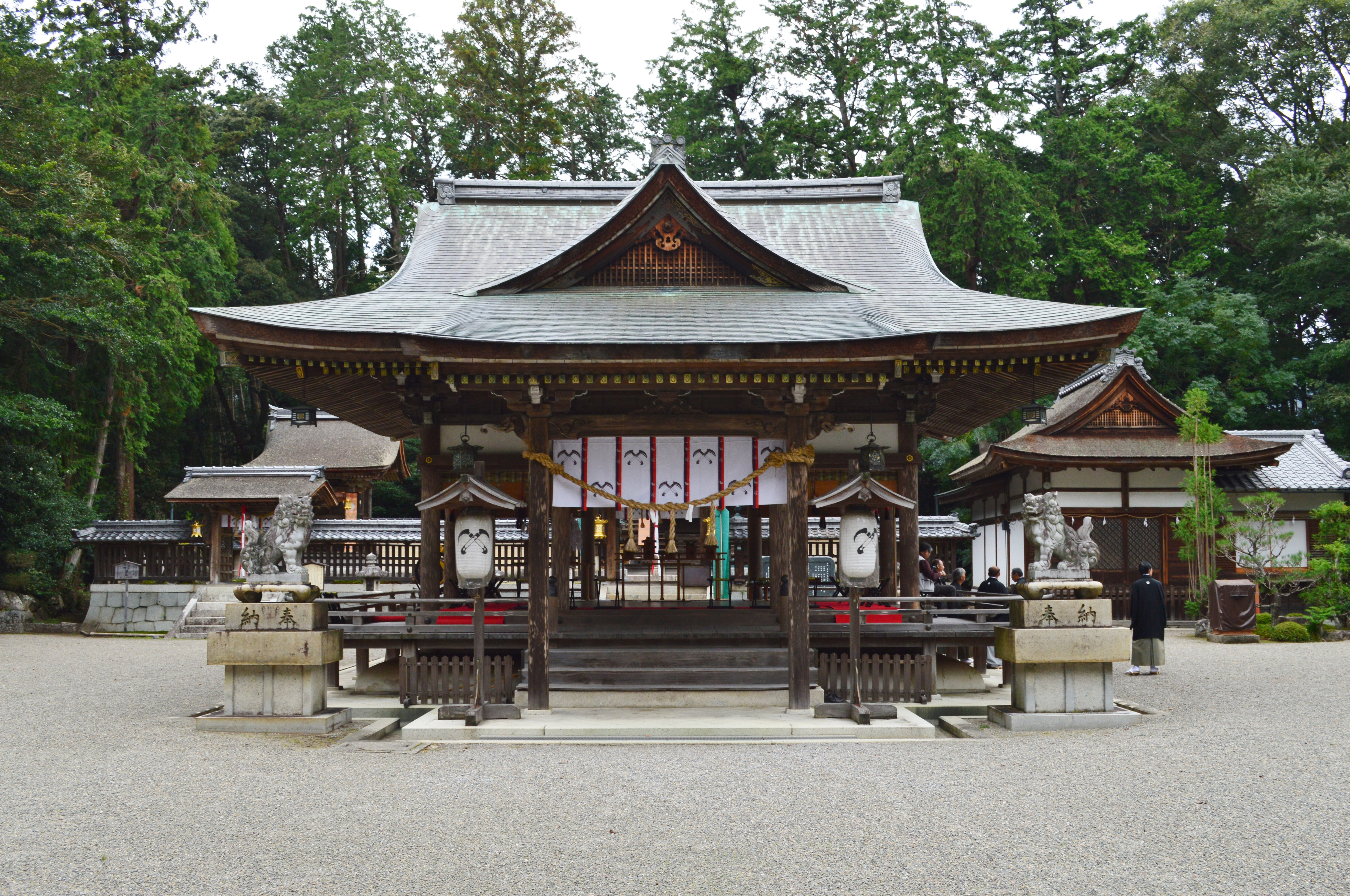
拝殿
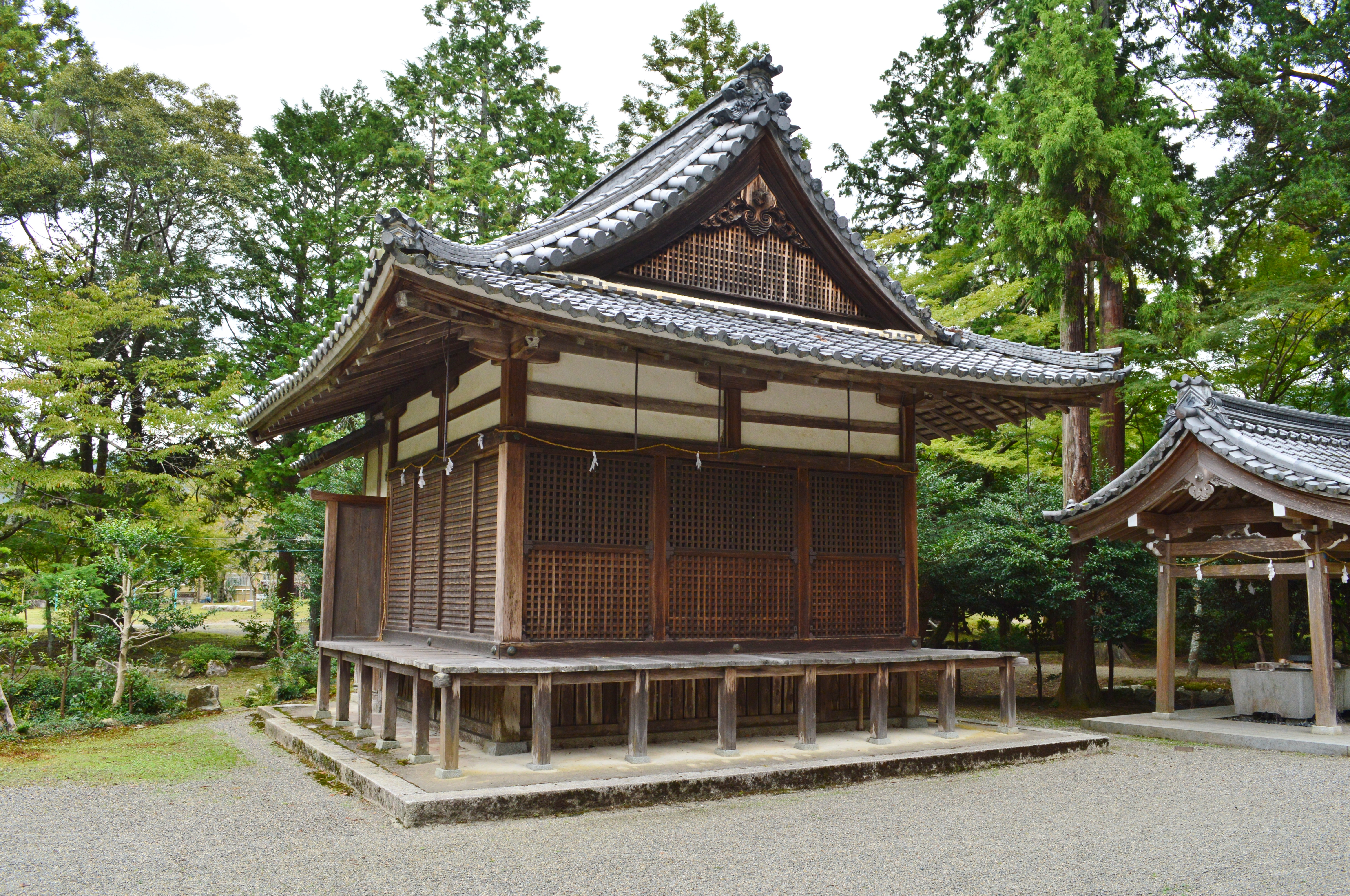
神楽殿
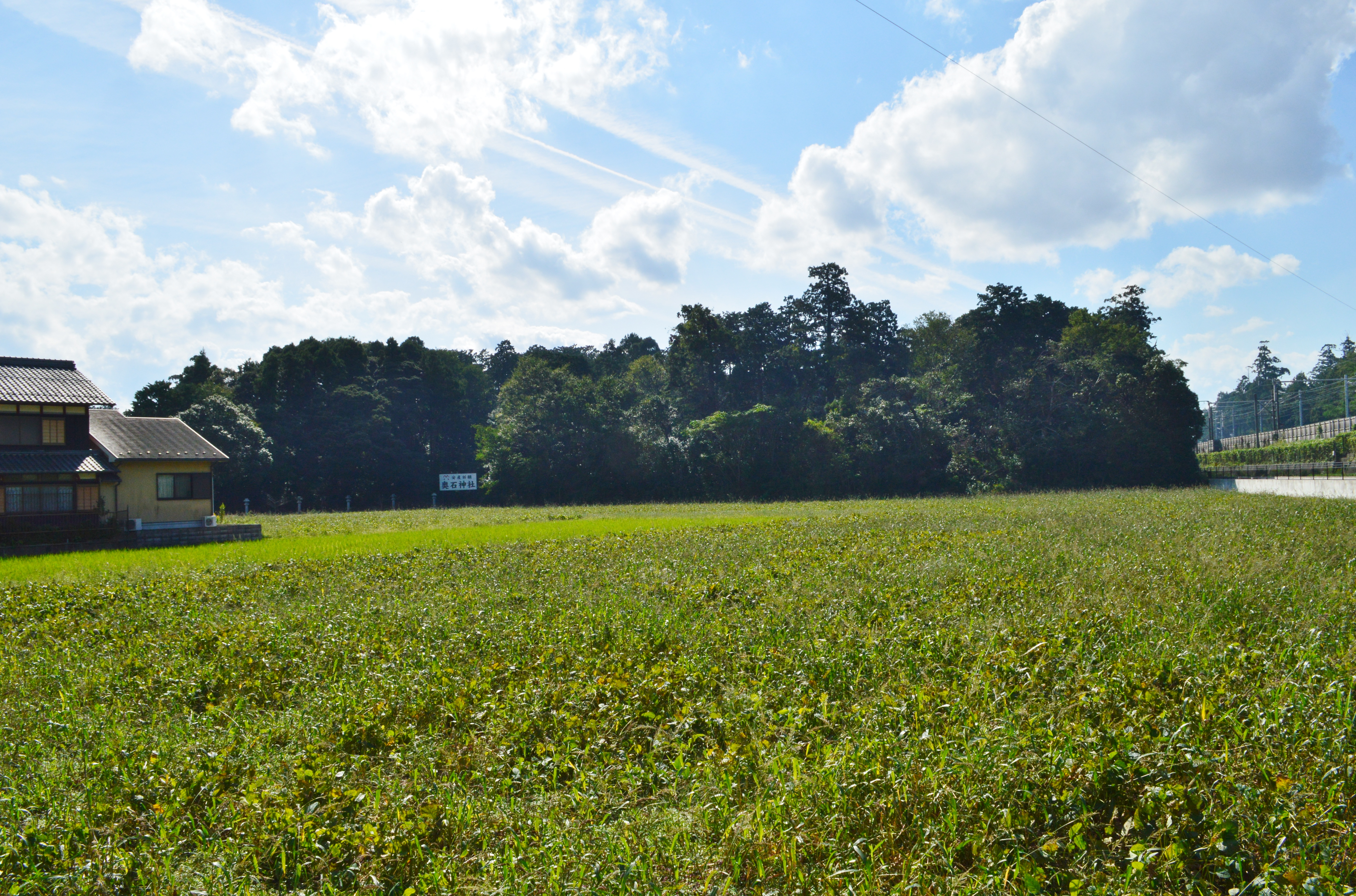
旧中山道から望む社叢（老蘇森）

## 摂末社
- 諏訪社（近江八幡市指定有形文化財）
祭神：建御名方富命、八坂刀売命。本殿の西側に鎮座する。建物の詳細な年代は明らかでないが、安土桃山時代頃の造営とされる。一間社流造で、屋根は檜皮葺である。安政7年（1860年）と1880年（明治13年）に修理が実施されているが、当初材を良好に残す建物とされる[9]。

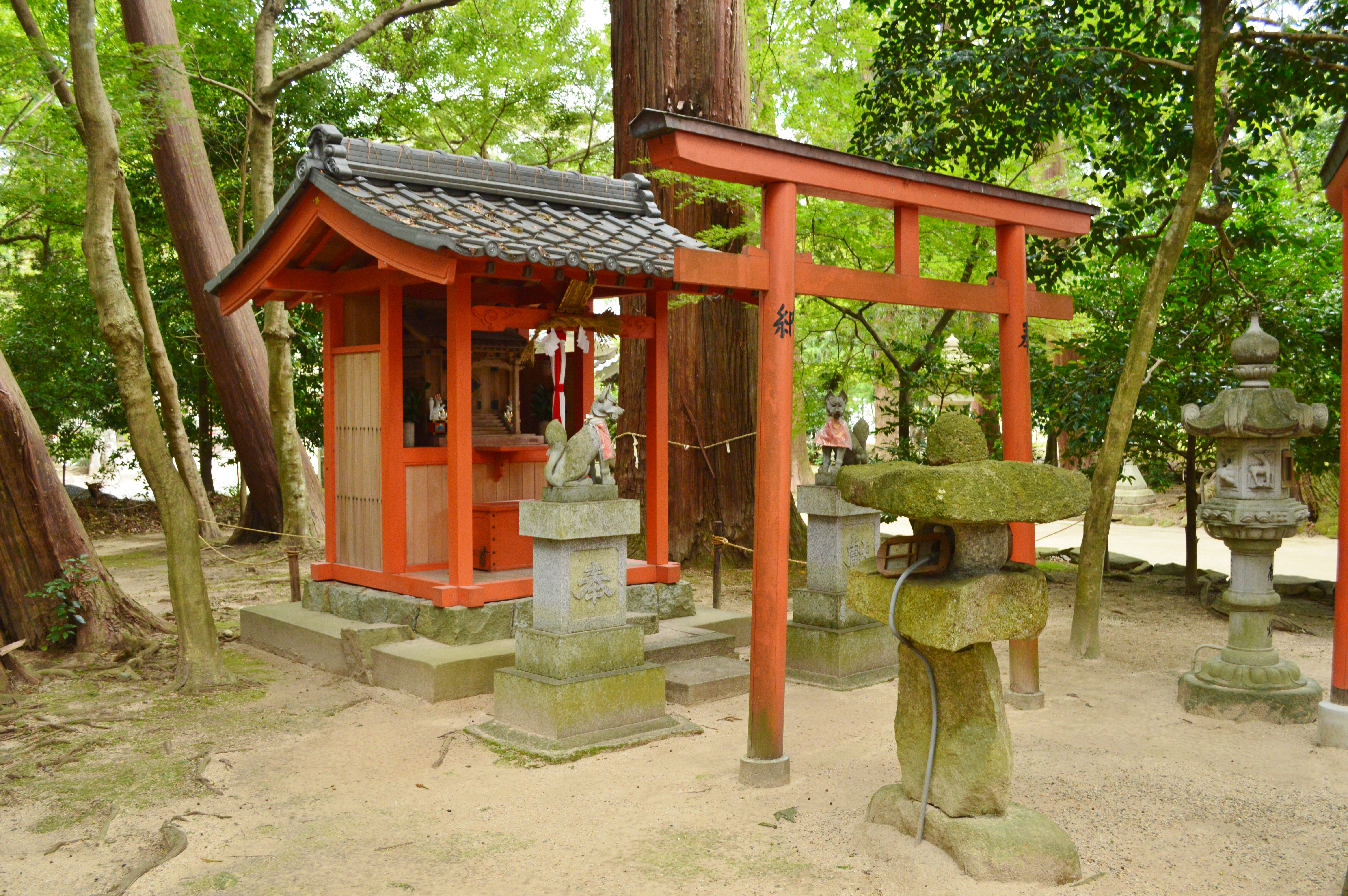
吉住稲荷社

- 吉住稲荷社

## 文化財

### 重要文化財
- 本殿（建造物） - 安土桃山時代、天正9年（1581年）造営。1902年（明治35年）4月17日指定[4]。

### 国指定史跡
- 老蘇森 - 1949年（昭和24年）7月13日指定[7]。

### 近江八幡市指定文化財
- 有形文化財
  - 境内社諏訪社本殿（建造物） - 安土桃山時代頃の造営。

## 登場作品
- 『後拾遺集』より、万寿元年（1024年）に相模守の大江公資が任国下向時に詠んだ歌

| 「            | あづまぢの おもひでにせん ほととぎす おいそのもりの よはの一こゑ | 」 |
| —『後拾遺集』 |                                                                  |    |

## 現地情報
所在地
- 滋賀県近江八幡市安土町東老蘇1615

交通アクセス
- JR東海道本線（琵琶湖線）安土駅からあかこんバスで約15分、奥石神社停留所下車。